# 미하일 일리치 수르코프
틀:Verify
미하일 일리치 수르코프(러시아어: Михаил Ильич Сурков; 1921 – 1953)는 제2차 세계 대전 중 붉은 군대 제4소총사단 소속의 저격수였다. 그는 크라스노야르스크 인근 시베리아의 볼샤이 살리르 마을에서 태어났으며, 사냥꾼 및 모피 사냥꾼 가문 출신이다.
일부 소련 신문에 따르면 수르코프는 제2차 세계 대전 중 702명의 확정 사살 기록을 세웠는데, 이는 유럽 전역에서 가장 효과적인 저격수로 기록될 만한 수치이다. 그러나 전후 조사 결과 수르코프의 기록이 선전에 불과했을 가능성이 매우 높다고 밝혀지면서, 공식적으로는 500명의 확정 사살 기록을 가진 이반 시도렌코가 소련 최고의 저격수로 인정된다.